# 社会的存在
社会的存在（しゃかいてきそんざい）とは社会学用語の一つ。これは史的唯物論の立場によって定められている概念であり、社会と関わっているということは生産関係から構成される経済的構造に組み込まれているということであり、このような概念においての社会を構成している存在の総体のことを言う。この概念ならば人間というのは労働者などという形で生産活動を行ったり、消費者などという形で消費活動を行っているというのが社会参加であるということであるから、人間というのは社会的存在であるということになる。客観的に少し近い意味である。